# Burg Langenegg
Burg Langenegg est la ruine d'un château fort dans l'Allgäu. Elle est située sur une colline arborée à l'intérieur d'une boucle de l'Iller, dans le quartier de Martinszell (de) de la commune  Waltenhofen du Landkreis Oberallgäu en Bavière.

## Histoire
La tour principale de la bâtisse est construite aux alentours de 1250. La forteresse a été le siège familial et le centre de pouvoir de trois familles. Lorsque la famille des seigneurs de Langenegg s'éteint en 1415, le château fort passe, par l'intermédiaire de la fille héritière, aux seigneurs de Raun. Avant que la lignée masculine de cette famille ne s'éteigne elle aussi, le château est  vendu en partie  à un dénommé Winter, patricien de Kempten, apparenté à la famille. Celui-ci se nomme désormais de Langenegg. À la mort du dernier seigneur de Langenegg en 1647, le château retourne au suzerain, à savoir au prince-abbé de Kempten, mais il la laisse tomber en ruine.
À partir de 1734, les bâtiments sont réaménagés en un centre de redressement et un asyle de pauvres par la principauté abbatiale de Kempten. C'est dans cet établissement que débute en 1775 l'histoire bien connue d'Anna Schwegelin. Elle  y séjourne, et elle est dénoncée après une rixe comme sorcière par une codétenue. Il s'ensuit un procès devant le tribunal du Fürststift qui se termine par une condamnation à mort. La sentence n'est pas exécutée; la « dernière sorcière d'Allemagne » meurt en 1781 dans la prison de Kempten.

## Description
Des bâtiments du château fort qui couvrait initialement un grand terrine il ne reste plus que la ruine de la tour centrale de défense, utilisée ultérieurement comme maison-tour. Sur une base rectangulaire de 12,8 × 14,6 m s'élèvent des murs d'une épaisseur de 1,3 à 2 mètres, composés d'un appareil de conglomérat  sur une hauteur de quatre étages. La tour a été consolidée entre 2001 et 2004 et est un témoignage du Moyen Âge qui constitue un lieu d'excursion apprécié de l'arrondissement d'Oberallgäu.